# 德米特里·叶夫根尼耶维奇·莫罗佐夫
德米特里·叶夫根尼耶维奇·莫罗佐夫（羅馬化：Dmitriy Yevgen'yevich Morozov；1974年2月24日—）是俄罗斯男子柔道运动员。
他于1995年和2001年的世界大学运动会上分别获得了铜牌和银牌。他也于1998年欧洲柔道锦标赛上获得铜牌。
他是俄罗斯女子柔道国家队主教练、荣誉教练。